# Prokopij Bondaruk
Prokopij Bondaruk, ukr. Прокопій Бондарук (ur. 1918, zm. ok. 1990) – ukraiński rolnik zaangażowany w pomoc Polakom podczas rzezi wołyńskiej. 
Prokopij Bondaruk w 1938 roku wziął ślub z Jewheniją z domu Karpiuk. Mieszkali we wsi Sieniawka na Wołyniu. W pobliżu mieszkała matka Jewhenii, Oksana Karpiuk. W sąsiedniej wsi Aleksandrówka żyła polska rodzina Adamowiczów. 
W nocy 15/16 lipca 1943 roku na Aleksandrówkę atak przeprowadził oddział OUN-UPA. Adamowicze przetrwali go i od tamtej pory ukrywali się. Czwórka ich dzieci chowała się w zbożu, co zauważyła matka Jewhenii. Pod koniec sierpnia, po tym jak we wsi ponownie było słychać strzały, kobieta postanowiła ukryć dzieci, a także ich rodziców i babcię. Pomagali jej Jewhenija i Prokopij Bondarukowie. Adamowicze postanowili się rozdzielić – rodzice z trójką młodszych dzieci skryli się w bunkrze w polu, zaś najstarsze dziecko, Teresa, z babcią Teklą schowała się w stodole Bondaruków. Po pewnym czasie stodołę przeszukiwali członkowie OUN-UPA, którzy jednak nie znaleźli ukrywających się Polek. Podczas następnego napadu OUN-UPA zamordowano małżeństwo Adamowiczów oraz trójkę ich najmłodszych dzieci. Tekla Adamowicz, nie chcąc dalej narażać życia Teresy oraz Bondaruków, zdecydowała się opuścić ich gospodarstwo. Ubrawszy charakterystyczną dla Ukrainek zapaskę oraz spódnicę przedostała się wraz z Teresą na Zamojszczyznę. Po pewnym czasie dołączył do niej także jej mąż Michał, którego uratowała rodzina Sofii i Pawło Kyców. Bondarukowie po zakończeniu II wojny światowej przeprowadzili się do Czerwonogrodu, gdzie mieszkali do końca życia.
W 2023 roku za swoją postawę podczas uroczystości w Belwederze w Warszawie małżeństwo Bondaruków oraz Oksana Karpiuk zostali pośmiertnie wyróżnieni Medalem Virtus et Fraternitas.